# Włodzimierz Kwas

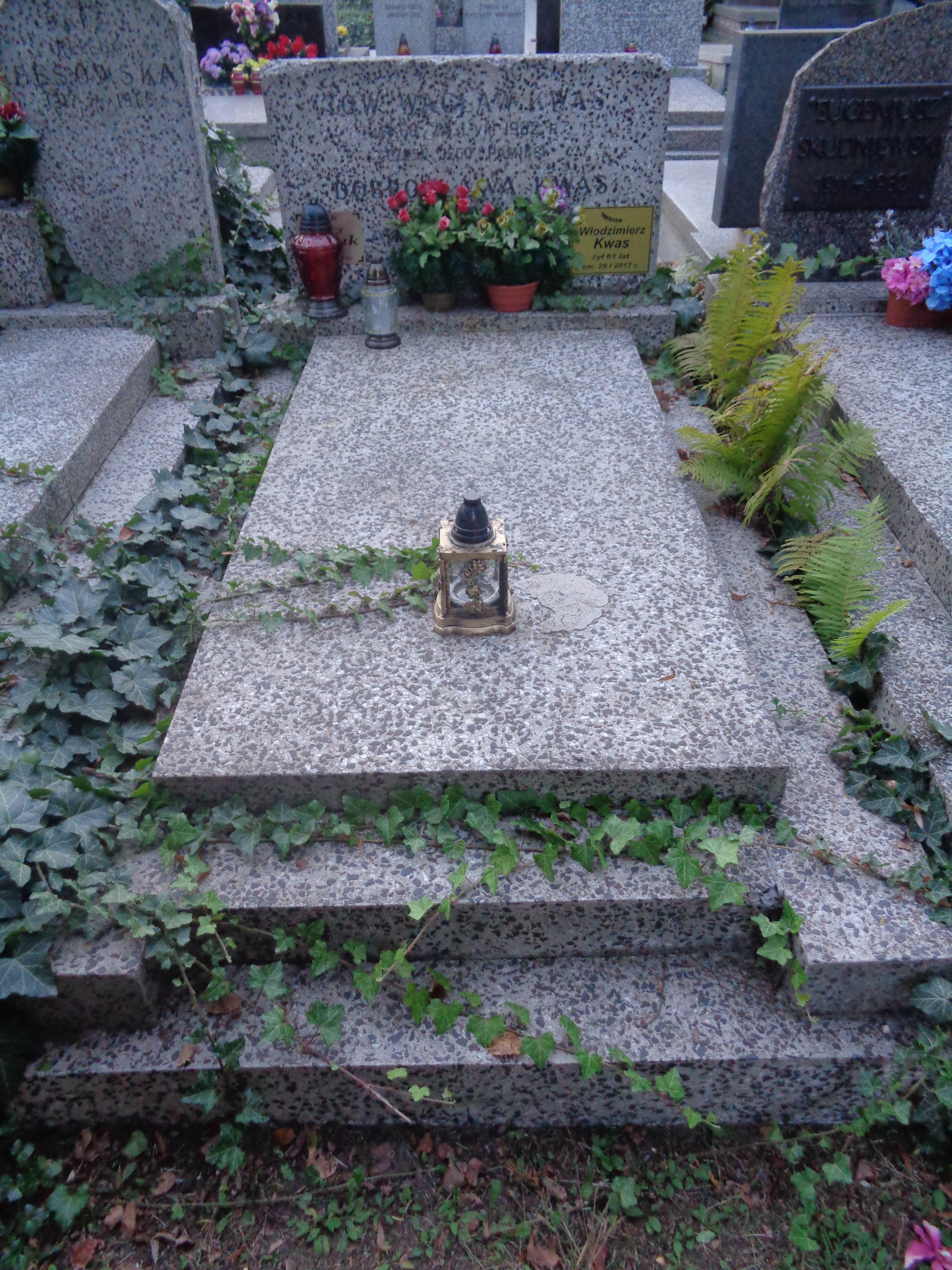
Grób Włodzimierza Kwasa na Powązkach-Cmentarzu Wojskowym w Warszawie

Włodzimierz Kwas (ur. 1956, zm. 29 stycznia 2017) – polski zawodnik i trener sportów motocyklowych, a także dziennikarz i konstruktor.

## Życiorys
Od 1973 udzielał się jako zawodnik sportów motocyklowych. Startował w trialu oraz w enduro i motocrossie, a od 1976 także w wyścigach, w których trzykrotnie zdobywał tytuł mistrza Polski oraz ośmiokrotnie tytuły wicemistrzowskie. Był zawodnikiem i trenerem Stołecznego Klubu Motorowego. W latach 80. XX wieku zajął się również konstruowaniem motocykli. Skonstruował między innymi ramy z kilkoma rozwiązaniami konstrukcyjnymi wzorowanymi na Yamasze RD 250, kilkadziesiąt wyścigówek na bazie czechosłowackich cezetek 513 i 516 oraz prototyp motocykla Maraton 125. Od 1993 był członkiem zespołu redakcyjnego miesięcznika „Motocykl”, którego był także redaktorem naczelnym w latach 1998–2003. Został pochowany na Powązkach-Cmentarzu Wojskowym w Warszawie (kwatera D37, rząd 4, grób 8)